# Peter M. Christian
Peter M. Christian (født 16. oktober 1947 på øen Pohnpei) var præsident for Mikronesiens Forenede Stater (Mikronesien) fra 2015 til 2019.
Han er uddannet fra University of Hawaii i Manoa og er gift med Maurina Weilbacher.
Peter Christian blev valgt til præsidentposten af østatens parlament (Kongressen) den 11. maj 2015, hvorefter han blev taget i ed samme dag. Han afløste Manny Mori på posten som landets præsident.
Peter Christian har været medlem af Mikronesiens parlament Kongressen siden 2007. Lige som alle andre politikere i den lille østat var Peter Christian opstillet som individuel kandidat, da der ikke eksisterer egentlige politiske partier.